# Superettan
Superettan – druga klasa rozgrywkowa w piłce nożnej mężczyzn w Szwecji.

## Charakterystyka
Rozgrywki są prowadzone systemem wiosna-jesień, utworzona w 2000 (wcześniej drugim poziomem była Division 1). Dwa pierwsze zespoły bezpośrednio awansują do Allsvenskan, zaś trzecia spotyka się w dwumeczu barażowym z trzecią od końca drużyną najwyższej klasy rozgrywkowej. Dwa ostatnie zespoły spadają do Division 1 (trzeci poziom rozgrywek), zaś zastępują je zwycięzcy dwóch grup. Drużyny z drugich miejsc w Division 1 spotykają się w barażach z trzecią i czwartą od końca drużyną Superettan.

## Skład ligi w sezonie 2025
| Klub            | Miasto      | Stadion                 | Pojemność |
| --------------- | ----------- | ----------------------- | --------- |
| Falkenbergs FF  | Falkenberg  | Falcon Alkoholfri Arena | 5500      |
| GIF Sundsvall   | Sundsvall   | NP3 Arena               | 8000      |
| Helsingborgs IF | Helsingborg | Olympia                 | 16 000    |
| IK Brage        | Borlänge    | Borlänge Energi Arena   | 6500      |
| IK Oddevold     | Uddevalla   | Rimnersvallen           | 4050      |
| Kalmar FF       | Kalmar      | Guldfågeln Arena        | 12 150    |
| Landskrona BoIS | Landskrona  | Landskrona IP           | 9000      |
| Sandvikens IF   | Sandviken   | Jernvallen              | 2000      |
| Trelleborgs FF  | Trelleborg  | Vångavallen             | 5574      |
| Umeå FC         | Umeå        | Gammliavallen           | 6500      |
| Utsiktens BK    | Göteborg    | Bravida Arena           | 6316      |
| Varbergs BoIS   | Varberg     | Påskbergsvallen         | 4575      |
| Västerås SK     | Västerås    | Hitachi Energy Arena    | 7000      |
| Örebro SK       | Örebro      | Behrn Arena             | 13 072    |
| Örgryte IS      | Göteborg    | Gamla Ullevi            | 18 454    |
| Östersunds FK   | Östersund   | Jämtkraft Arena         | 8466      |

## Triumfatorzy od 2000
| Sezon | Zwycięzca           | 2. miejsce        | Baraż               |
| ----- | ------------------- | ----------------- | ------------------- |
| 2000  | Djurgårdens IF      | Malmö FF          | Mjällby AIF         |
| 2001  | Kalmar FF           | Landskrona BoIS   | Mjällby AIF         |
| 2002  | Östers IF           | Enköpings SK      | Västra Frölunda IF  |
| 2003  | Kalmar FF           | Trelleborgs FF    | BK Häcken           |
| 2004  | BK Häcken           | Gefle IF          | Assyriska FF *      |
| 2005  | AIK                 | Östers IF         | GAIS *              |
| 2006  | Trelleborgs FF      | Örebro SK         | IF Brommapojkarna * |
| 2007  | IFK Norrköping      | Ljungskile SK     | GIF Sundsvall *     |
| 2008  | Örgryte IS          | BK Häcken         | IF Brommapojkarna * |
| 2009  | Mjällby AIF         | Åtvidabergs FF    | Assyriska FF        |
| 2010  | Syrianska FC        | IFK Norrköping    | GIF Sundsvall       |
| 2011  | Åtvidabergs FF      | GIF Sundsvall     | Ängelholms FF       |
| 2012  | Östers IF           | IF Brommapojkarna | Halmstads BK *      |
| 2013  | Falkenbergs FF      | Örebro SK         | GIF Sundsvall       |
| 2014  | Hammarby IF         | GIF Sundsvall     | Ljungskile SK       |
| 2015  | Jönköpings Södra IF | Östersunds FK     | IK Sirius           |
| 2016  | IK Sirius           | AFC United        | Halmstads BK *      |
| 2017  | IF Brommapojkarna   | Dalkurd FF        | Trelleborgs FF *    |
| 2018  | Helsingborgs IF     | Falkenbergs FF    | AFC Eskilstuna *    |
| 2019  | Mjällby AIF         | Varbergs BoIS     | IK Brage            |
| 2020  | Halmstads BK        | Degerfors IF      | Jönköpings Södra IF |
| 2021  | IFK Värnamo         | GIF Sundsvall     | Helsingborgs IF *   |
| 2022  | IF Brommapojkarna   | Halmstads BK      | Östers IF           |
| 2023  | Västerås SK         | GAIS              | Utsiktens BK        |
| 2024  | Degerfors IF        | Östers IF         | Landskrona BoIS     |

* awans.